# Protosuchus
Genre
Espèces de rang inférieur
- † P. richardsoni (Brown, 1933) (espèce type)
- † P. haughtoni (Whetstone et Whybrow, 1983)
- † P. micmac Sues et al. 1996

Synonymes
- † Baroqueosuchus Busbey et Gow, 1984
- † Lesothosuchus Whetstone et Whybrow, 1983

Protosuchus est un genre éteint de crocodyliformes du Jurassique inférieur. Le nom Protosuchus signifie « premier crocodile », et il fait partie des premiers animaux à avoir l'allure générale des crocodiliens.
Il présente une large répartition géographique ; ses fossiles sont déjà connus au Canada, aux États-Unis, en Afrique du Sud, au Lesotho et en Pologne.

## Description

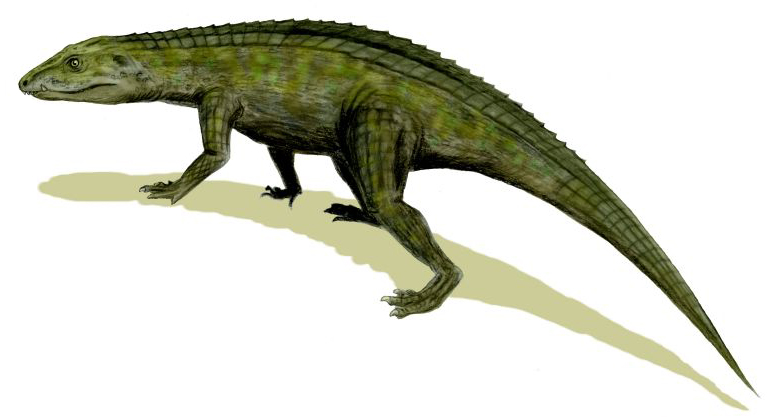
Représentation d'un Protosuchus.

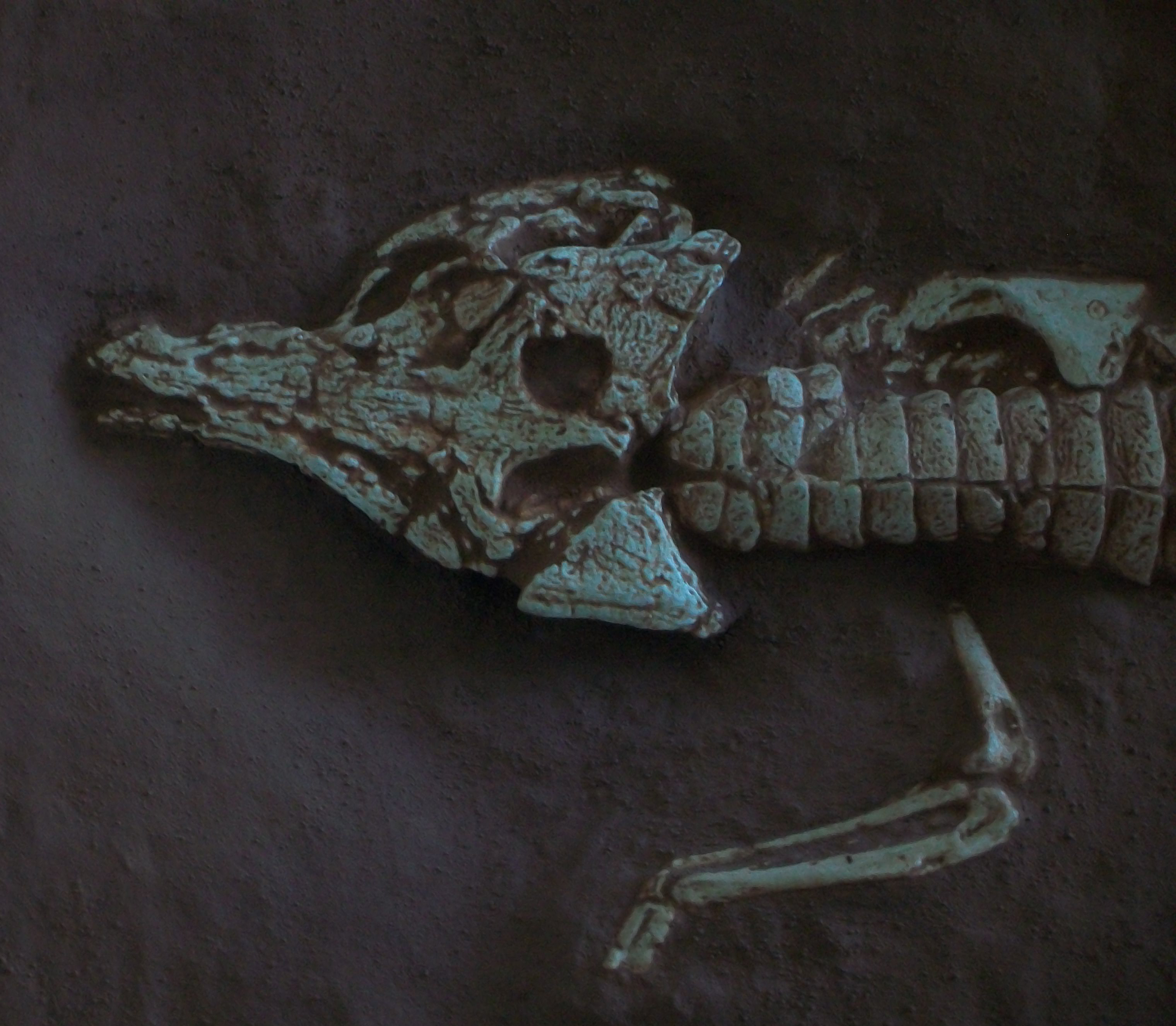
Moulage du râne de Protosuchus richardsoni (AMNH 3024).

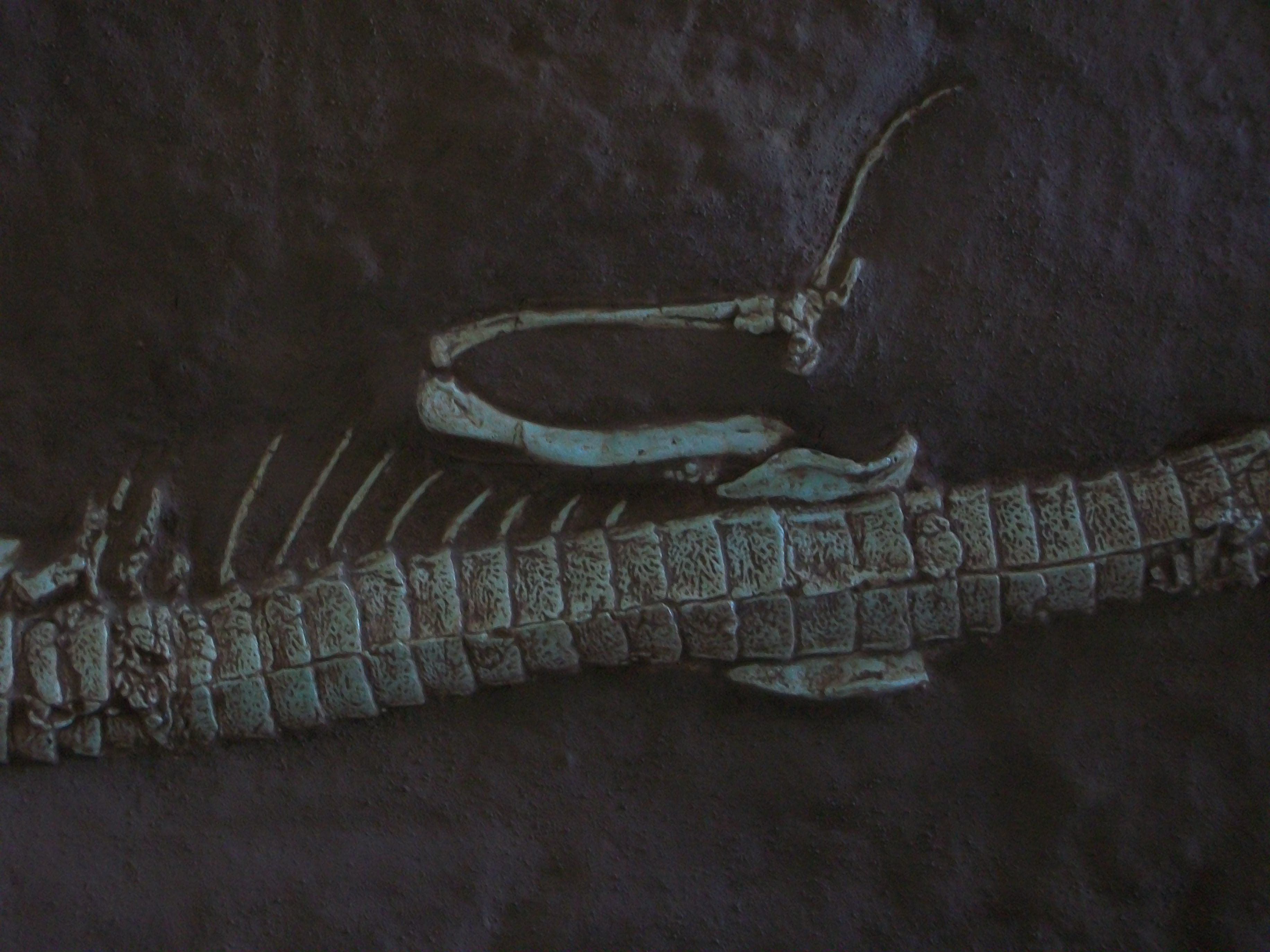
Moulage du pelvis et des membres arrière de Protosuchus richardsoni (AMNH 3024).

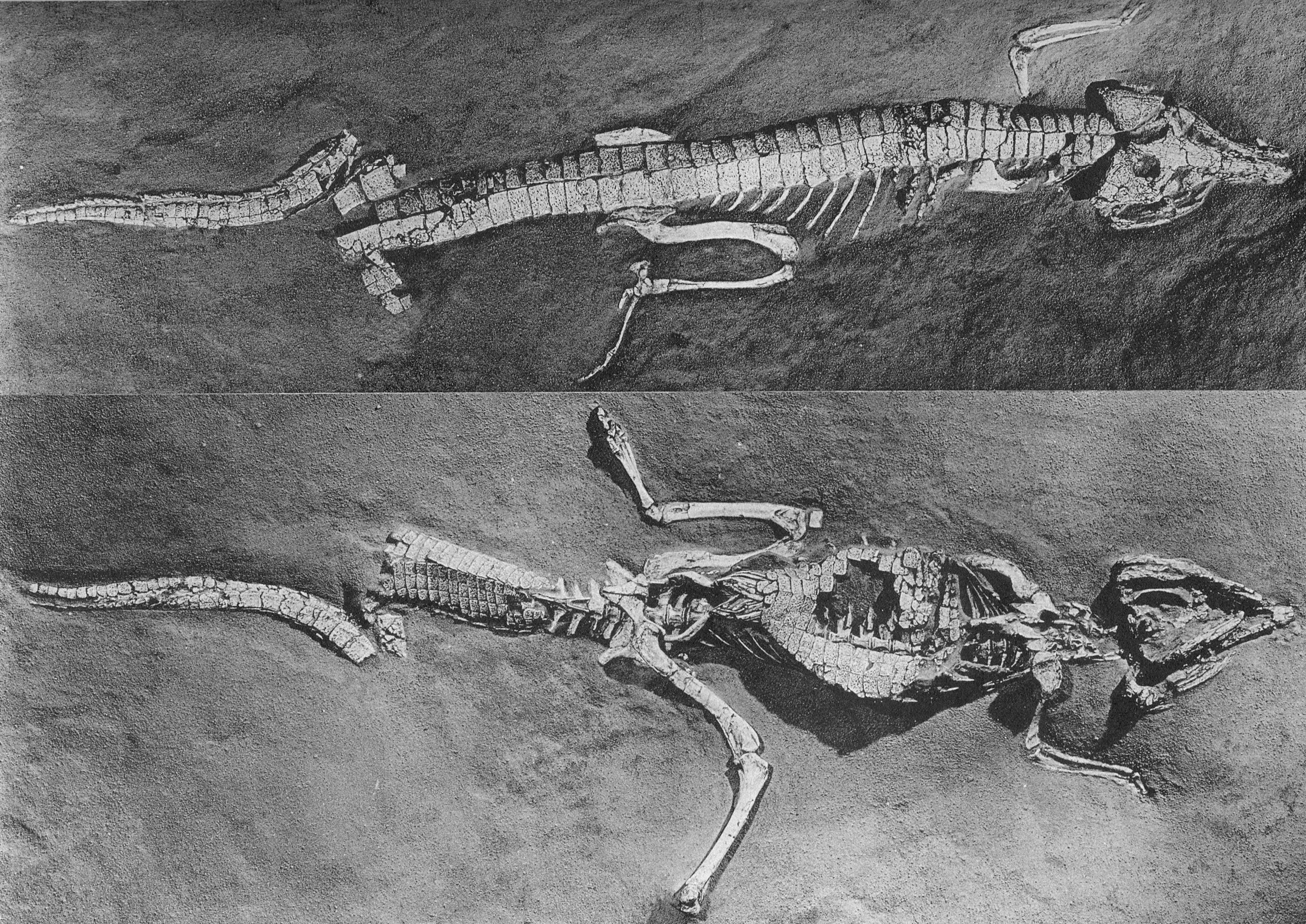
Fossile de Protosuchus richardsoni (AMNH 3024).

Protosuchus mesurait environ 1 mètre de long pour 40 kg.
Premier animal apparenté aux crocodiles, son crâne présentait plus de caractéristiques des crocodiles que de ces ancêtres : il avait une courte mâchoire qui s'élargissait à la base du crâne, présentant une large surface sur laquelle les muscles de la mâchoire pouvaient s'attacher. Cela augmentait l'amplitude d'ouverture de la gueule de cet animal et la force avec laquelle il pouvait la fermer. La dentition de l'animal était également proche de celle des crocodiliens modernes. Il possédait également une puissante queue.

## Liste d'espèces
Selon Paleobiology Database (14 avril 2015) :
- † Protosuchus haughtoni
- † Protosuchus micmac
- † Protosuchus richardsoni